# Tropical Malady
Tropical Malady (Originaltitel: Sud pralad; deutscher Alternativtitel: Tropical Malady – Liebe kennt nur den Moment...) ist ein thailändischer Spielfilm des Filmemachers Apichatpong Weerasethakul aus dem Jahr 2004. Bei den Internationalen Filmfestspielen von Cannes 2004 wurde der Film mit dem Preis der Jury ausgezeichnet. 

## Handlung
Der Soldat Keng besetzt mit seiner Einheit einen Posten in einer kleinen Stadt im ländlichen Thailand. Die Soldaten bergen am Filmanfang einen toten Mann, der offenbar von einem Tiger erlegt wurde. Hier lernt er den Bauerssohn Tong kennen und die beiden befreunden sich bald. Sie unternehmen Streifzüge durch die sommerliche Landschaft und besuchen Kinos und Bars miteinander. Keng beginnt, offensiv um die Liebe von Tong zu werben, worauf dieser allerdings nur zögerlich und verunsichert eingeht. Eines Abends küsst Keng ihm seine geballte Faust als Zeichen seiner Liebe, worauf Tong dasselbe macht und dann fortgeht.
Wenig später wechselt der Film abrupt zu einer anderen Geschichte, die aber mit denselben Hauptdarstellern gedreht ist und im Zusammenhang mit der ersten Geschichte interpretiert werden kann. Im Ort wurden mehrere Kühe gestohlen und einer der Dorfbewohner ist verschwunden, woraufhin der Soldat in den Dschungel geht, um den mysteriösen Vorkommen auf den Grund zu gehen. Im Wald begegnet der Soldat einem Schamanen, der sich offenbar in verschiedene Tiere – darunter in einen mächtigen Tiger – verwandeln kann. Der Soldat wandert tiefer und tiefer in den Dschungel, er verliert sein Funkgerät und jeglichen Kontakt zur Außenwelt, nur sein Gewehr bleibt ihm. Ein Affe scheint mit ihm zu sprechen und erklärt ihm, dass er entweder den Tiger mit dem darin befindlichen Geist des Schamanen erlegen oder sich dem Tiger ergeben und daraufhin selbst töten lassen solle, woraufhin er in die Welt des Schamanen gezogen werden könnte. Der Soldat fühlt sich immer stärker vom Tiger verfolgt und als er ihm schließlich begegnet, scheint er sich seinem Schicksal zu ergeben.

## Auszeichnungen
Bei den Internationalen Filmfestspielen von Cannes 2004 wurde der Film mit dem Preis der Jury ausgezeichnet. Es wurde zugleich der erste thailändische Film, der bei einem der drei großen Filmfestspiele – Cannes, Berlinale und Venedig – im Wettbewerb siegte. Bei dem São Paulo International Film Festival gewann Tropical Malady im selben Jahr den Kritikerpreis.
2016 wurde Tropical Malady in der BBC-Umfrage unter internationalen Kritikern nach den bisher besten Filmen des 21. Jahrhunderts auf Platz 52 gewählt. In einer Liste desselben Themas der britischen Zeitung The Guardian aus dem September 2019 wurde der Film auf Platz 84 gelistet.

## Kritiken
Tropical Malady wurde in Cannes gespalten vom Publikum aufgenommen, so sollen viele schon vor dem Filmende den Saal verlassen haben. Nach der Auszeichnung des Filmes wurden die Kritiken zunehmend freundlicher. Deborah Young vom Variety schrieb, der Film sei eine „mysteriöse und sparodisch faszinierende Reise in die Düsternis des menschlichen Herzens und thailändischer Sagen“. Allerdings sei insbesondere der erste Teil des Filmes schlecht konstruiert und werde die meisten Zuschauer auf eine Geduldsprobe stellen. Zugleich lobte Young die Kameraarbeit und bilanzierte, dass es besonders gegen Ende des Filmes einige hervorragende Momente gebe. Peter Bradshaw von The Guardian schrieb, Tropical Malady fordere mit seiner unkonventionellen Erzählweise die filmischen Konventionen „so spielerisch und verführerisch wie kaum ein Film derzeit“ heraus. Der Film sei „vielleicht ein Meisterwerk, einfach ein Kultklassiker oder total übergeschnappt“, auf jeden Fall aber ein „brilliantes Abenteuer in Struktur und Stil“ mit einem packenden Klimax.
Der Filmdienst schreibt, Tropical Malady sei ein „visuell bezwingendes, assoziationsreiches Drama der stummen Blicke“. Er chagiere auf „traumwandlerische Weise zwischen Natur und Zivilisation und übt eine hohe Faszination aus. Lange Einstellungen, Schwarzblenden und Zwischentitel geben dem Film, der sich jeder Kategorisierung entzieht, allenfalls eine vage Struktur.“ Die Zeitschrift Prisma war kritischer und äußerte, der Film wirke „uneinheitlich und fremd“ durch die starken Brüche in der Handlung. „Trotz seiner Sozialkritik konnte sich der Macher nicht entscheiden, ob er einen Horror-, Kriminal-, oder gar spekulativen Sexfilm inszenieren wollte“, mutmaßt Prisma.